# Pier Fausto Barelli
Pier Fausto Barelli (Milano, 2 luglio 1887 – Bergamo, 18 ottobre 1963) è stato un ingegnere italiano, specializzato nell'edilizia civile.
È noto principalmente per la costruzione del complesso residenziale di Ca' Brutta (via della Moscova 12, 1919-1922), del complesso dell'Università Cattolica del Sacro Cuore, del Collegio Universitario femminile Marianum, dei Collegi maschili Augustinianum e Ludovicianum e l'edificio delle mense o Domus Nostra, del convento e centro culturale Angelicum annessi alla chiesa di Sant'Angelo.

## Biografia
Nasce a Milano da una famiglia della borghesia, il padre Napoleone, intenditore di stampe antiche, gestiva questa attività in centro a Milano, la madre, Savina Candiani, aveva frequentato due anni all'Istituto Superiore di Magistero di Firenze, in cui era stato suo esaminatore il poeta Giosuè Carducci, senza terminare gli studi per il matrimonio a 20 anni. Barelli è il quinto figlio dopo quattro sorelle: Vittoria, Armida, Gemma e Maria, doveva essere chiamato Pietro come il nonno, ma l'aver avuto un bambino maschio dopo quattro bambine ispirò i genitori a chiamarlo Pier Fausto, per il "fausto" (lieto) evento. Dopo Pier Fausto nasce Luigi, medico chirurgo, che morirà a 41 anni.
Barelli segue parte degli studi superiori a San Gallo in Svizzera, si laurea in ingegneria civile nel 1911 presso l'Università di Bologna, la più antica università d'Europa.
Partecipa alla prima guerra mondiale in qualità di ufficiale del genio e poi nell'aeronautica in qualità di pilota della squadriglia di Francesco Baracca. Durante il fascismo non si iscrive al Partito Nazionale Fascista.

## Attività
Nel dicembre del 1919 nello studio di Pier Fausto Barelli e dell'architetto Vittorino Colonnese, entra come collaboratore saltuario l'architetto Giovanni Muzio, e si inizia la progettazione della Ca’ Brutta. È il progetto di un grande corpo abitativo, un intero isolato, alle porte della vecchia Stazione di Milano Centrale ai bordi della città storica. La società che presenta il progetto per questo complesso edilizio è la Società Anonima Quartiere Moscova, con consigliere delegato il Barelli stesso.
Cura il lavoro (1929 – 1949) per la costruzione della nuova Università Cattolica del Sacro Cuore nello storico monastero cistercense di Sant'Ambrogio, progettato dal Bramante e degli annessi collegi universitari.
Successivamente dirige i lavori per il nuovo complesso del convento di sant'Angelo e del contiguo centro culturale e teatro Angelicum realizzati tra il 1939 e il 1947 annessi alla chiesa di Sant'Angelo.
Idea e realizza l'oasi della Verna, struttura di accoglienza per incontri formativi, pellegrini e turisti, situata lungo la strada che da Chiusi della Verna conduce al Santuario della Verna.
Progetta inoltre edifici civili, scolastici e religiosi.

## Onorificenze
- 19 giugno 1922 - Cavaliere dell'ordine della Corona d'Italia - benemerito dell'edilizia scolastica in Milano – su proposta del Ministero della Pubblica Istruzione.[3]
- 1932 - Commendatore dell'ordine pontificio di S. Gregorio Magno, in riconoscimento per il suo operato per edifici di carattere religioso.